# Ма Іньчу
Ма Іньчу (*馬寅初, 24 червня 1882 — 10 травня 1982) — китайський економіст та демограф, громадський та політичний діяч XX ст., ідеолог політики однієї дитини.

## Життєпис
Походив з купецької родини виноторговців, яка за діда Ма Іньчу отримала шляхетське звання. Народився у м. Шенчжоу повіту Шенсянь округу Шаосін провінції Чжецзян. Здобув класичну освіту в Шаосінській середній школі. У 1899 році переїздить до Шанхая, де навчався у місіонерському церковному коледжі. У 1904 році поступив до Бейянського університету (тепер Тяндзіньський), де вивчав гірничу справу та металургію. Закінчив його на відмінно й з відзнакою.
У 1907 році за рахунок Цінського уряду був відправлений на навчання до США. Тут вивчав економіку в Єльському університеті до 1910 році, здобувши ступінь магістра. Після цього стажувався в Колумбійському університеті, де у 1914 році отримав ступінь доктора економіки. Відомість здобула його дисертація «Фінансовий Нью-Йорк».
По поверненню на батьківщину у 1915 році став професором економіки Пекінського університету, зайнявся викладацькою та науковою діяльністю (світова економіка, економіка Китаю). У 1919 році обраний проректором університету з навчальної роботи. Спільно з Цай Юаньпеєм розробляв нову педагогіку, засновану на досягненнях як західної, так і китайської науки.
Його подальше творче життя і діяльність можна розділити на три етапи. На першому (1920–1939) — критичне переосмислення західних теорій та економічної політики уряду Гоміньдану. У 1920 році допомагав у створенні Шанхайського комерційного коледжу, а у 1923 році — став засновником і президентом Китайського економічного товариства.
На другому (1940–1949) він сприйняв ідеологію новодемократичної революції, засудивши політику імперіалізму і феодальні відносини в Китаї. У грудні 1940 року був заарештований за наказом Чан Кайши за виступи проти режиму Гоміньдану. Кілька років провів у в'язниці і концтаборі, що, втім, не сильно завадило його наукової діяльності. У статті 1946 року «Мій світогляд» прямо відкинув однопартійну диктатуру Гоміньдану, продовживши пропагувати «прогресивну, раціональну, демократичну» науку як основний засіб перетворення природи.
На третьому етапі (1949–1960) Ма Іньчу вивчав марксизм, займав низку відповідальних посад: заступника голови урядового комітету з фінансової політики та економіці, у 1950–1951 роках ректора Чжецзянського і Пекінського (1951–1960 роках) університетів, у 1949 році обирався членом Постійного Комітету Всекитайської ради народників представників (ВРНП) і в цьому якості в 1954–1955 роках інспектував провінцію Чжецзян. В цей час виступає зі своєю «новою теорією народонаселення».
Ма Іньчу хотів викласти свої висновки на 2-й сесії ВРНП у 1955 році, але його доповідь, що розходилася з офіційними установками, викликала суперечливі відгуки при обговоренні на рівні провінції, і він став вважати виступ передчасним. З середини 1956 року в КНР розпочалася перша загальнодержавна кампанія планування народжуваності, потім був проголошений курс «нехай змагаються всі вчені», внаслідок чого навесні 1957 року розгорнулася широка дискусія з проблем народонаселення. В результаті у Ма Іньчу знову з'явилася можливість викласти свої погляди. 25 і 27 квітня він двічі виступав у Пекіні з публічною лекцією «Народонаселення Китаю і його зв'язок з розвитком продуктивних сил», а 3 липня офіційно виклав на 4-й сесії ВРНП «нову теорію народонаселення». Його доповідь під цією назвою 5 липня 1957 року була опублікована в офіційному виданні «Женьмінь жибао» і викликав бурхливі дебати.
У лютому 1958 року  він опублікував збірку статей «Мої економічні теорії, філософські погляди і політична платформа», де обґрунтував теорію економічної рівноваги і загальний закон пропорційного розвитку. Ідеї Ма суперечили теорії «великого стрибка» в комунізм, офіційно прийнятої в травні 1958 року на 2-й сесії VIII з'їзду Комуністичної партії Китаю. У центральній пресі розгорнулася кампанія критики Ма Іньчу, що поступово переросла в справжнє цькування «стовідсоткового мальтузіанця» і «ставленика феодальної, буржуазної і імперіалістичної реакції». кількість його опонентів досягло 200 осіб. Більшість критичних виступів ґрунтувалося на гаслах «Багато людей — добре вирішувати справи» та «Дві руки прокормлять один рот», покладених в основу маоїстської економічної стратегії тих років. Ма Іньчу вміло полемізував і наполегливо стояв на своєму. Провал політики «великого стрибка» сприяв зняттю Ма Іньчу з усіх посад 26 березня 1960 року.
Він залишився живий і після проголошення курсу на економічні реформи був у вересні 1979 повністю реабілітований, а його «нова теорія народонаселення» реанімована у зв'язку з необхідністю підвести теоретичну базу під нову демографічну політику «однодетной сім'ї». Ма Інь-чу став довічним почесним ректором Пекінського університету, почесним головою Всекитайського демографічного суспільства, і до його сторіччя в Пекіні в 1981 був випущений двотомник вибраних статей з економіки. Помер 10 травня 1982 року.

## Нова теорія народонаселення"
Ця теорія (синь женькоу лунь) сприяла відомості Ма Іньчу. Вона має не стільки загальносоціологічний, скільки економічний характер, оскільки в основному стосується протиріччя між споживанням і накопиченням, способів підвищення життєвого рівня народу і продуктивності праці.
Головні з них — два: 1) у матеріальному виробництві — накопичення капіталу за допомогою переважного розвитку легкої промисловості, які забезпечують найбільш швидке відшкодування витрачених коштів, для чого в сільському господарстві пріоритет повинен бути відданий технічним культурам; 2) в «людському провадження» — обмеження кількості та підвищення якості населення, для чого потрібні дві групи заходів. Перша — якнайшвидше проведення наступного перепису населення, налагодження «статистики людського життя» і включення показників приросту населення в п'ятирічні плани розвитку економіки. Друга — всебічна ідеологічна боротьба проти феодальної ідеології, що орієнтує сім'ю на багатодітність, підвищення шлюбного віку до 23 років для жінок й 25 — для чоловіків; поширення сучасних засобів контрацепції (але недопущення абортів). Якщо цього недостатньо, вдатися до інших адміністративних заходів і навіть матеріального стимулювання за принципом «премія за другого, прогресивний податок на третю і наступних дітей». Практично всі ці пропозиції були в тій чи іншій мірі реалізовані в КНР до кінця XX ст. таким чином Ма Іньчу став ідеологом політики однієї дитини.  